# Defense Support Program

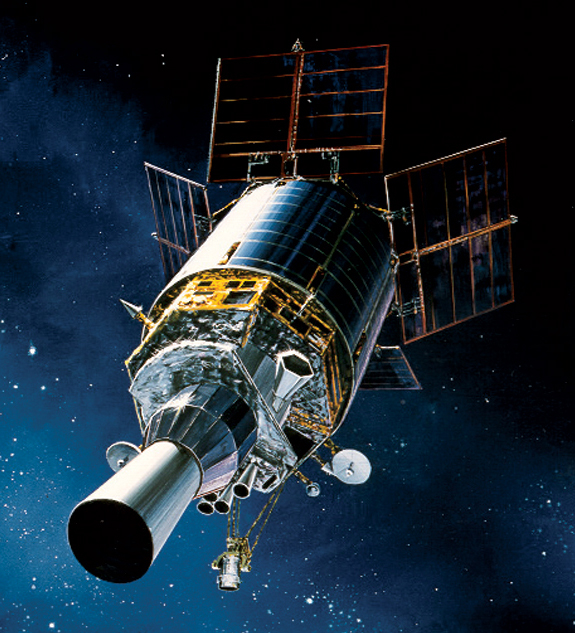
Illustration eines DSP-Satelliten der dritten Generation. Der Hauptsensor (unten links) ist auf die Erde ausgerichtet.

Das Defense Support Program (kurz DSP, engl. für Verteidigungs-Unterstützungs-Programm) ist ein Raketen-Frühwarn-Militärsatelliten-Programm der U.S. Air Force. Es bildet die Hauptkomponente der US-amerikanischen Frühwarn-Einrichtungen gegen Angriffe mit ballistischen Raketen.
Die Satelliten verfügen über ein Infrarot-Teleskop um startende Raketen aufzuspüren sowie über Sensoren, die nukleare Explosionen entdecken können. Während der Operation Desert Storm waren die DSP Satelliten in der Lage, Starts der irakischen Scud-Raketen zu lokalisieren und somit Vorwarnungen für Zivilisten und militärische Einheiten in Israel und Saudi-Arabien zu liefern.
Alle Generationen der DSP-Satelliten wurden von TRW (seit 2002 Northrop Grumman) entwickelt und gebaut.
Defense Support Program wird vom Space-Based Infrared System abgelöst.

## Technologie
Die zylindrischen DSP-Satelliten rotieren um ihre eigene Achse, um mittels des schräg eingebauten Schmidt-Teleskops des Infrarot-Sensors die gesamte Erdoberfläche zu scannen. Die Satelliten sind jedoch nicht spinstabilisiert, da die Rotationsachse des Satelliten immer senkrecht zur Erdoberfläche ausgerichtet sein muss. Die Satelliten verwenden ein internes gegenläufiges Schwungrad, um den Drehimpuls auszugleichen.
Der Primärsensor des Satelliten besteht aus einer Matrix von Blei(II)-sulfid-Infrarot-Detektoren.
Die Satelliten haben im Gegensatz zu den meisten geostationären Satelliten keinen eigenen Raketenantrieb (Apogäumsmotor), um den Einschuss in die geostationäre Umlaufbahn vorzunehmen, so dass der Satellit von der Trägerrakete selbst dort abgesetzt werden muss. Für die früheren Satelliten kam dabei eine Titan-3(23)C zum Einsatz, später auch die leistungsgesteigerte Titan-34D Transtage. Für die deutlich größeren Satelliten der Phase 3 wurde primär die Titan-4-Rakete mit IUS-Oberstufe verwendet, jedoch konnte alternativ auch der Start mit einem Space Shuttle und IUS-Oberstufe erfolgen. Für den letzten Satellit kam nach der Außerdienststellung der Titan-Rakete eine Delta IV-Heavy zum Einsatz.
Die Bodenkontrolle für die DSP-Satelliten wird durch die 460th Space Wing auf der Buckley Air Force Base in Colorado ausgeübt. Von dort bestehen Kommunikationseinrichtungen sowohl zum North American Aerospace Defense Command (NORAD) als auch zum Frühwarnzentrum des United States Strategic Command in Cheyenne Mountain bei Colorado Springs. Von diesen Zentren werden die Informationen zu verschiedenen Regierungsbehörden und den Einsatzkräften in aller Welt weitergeleitet.

## Geschichte

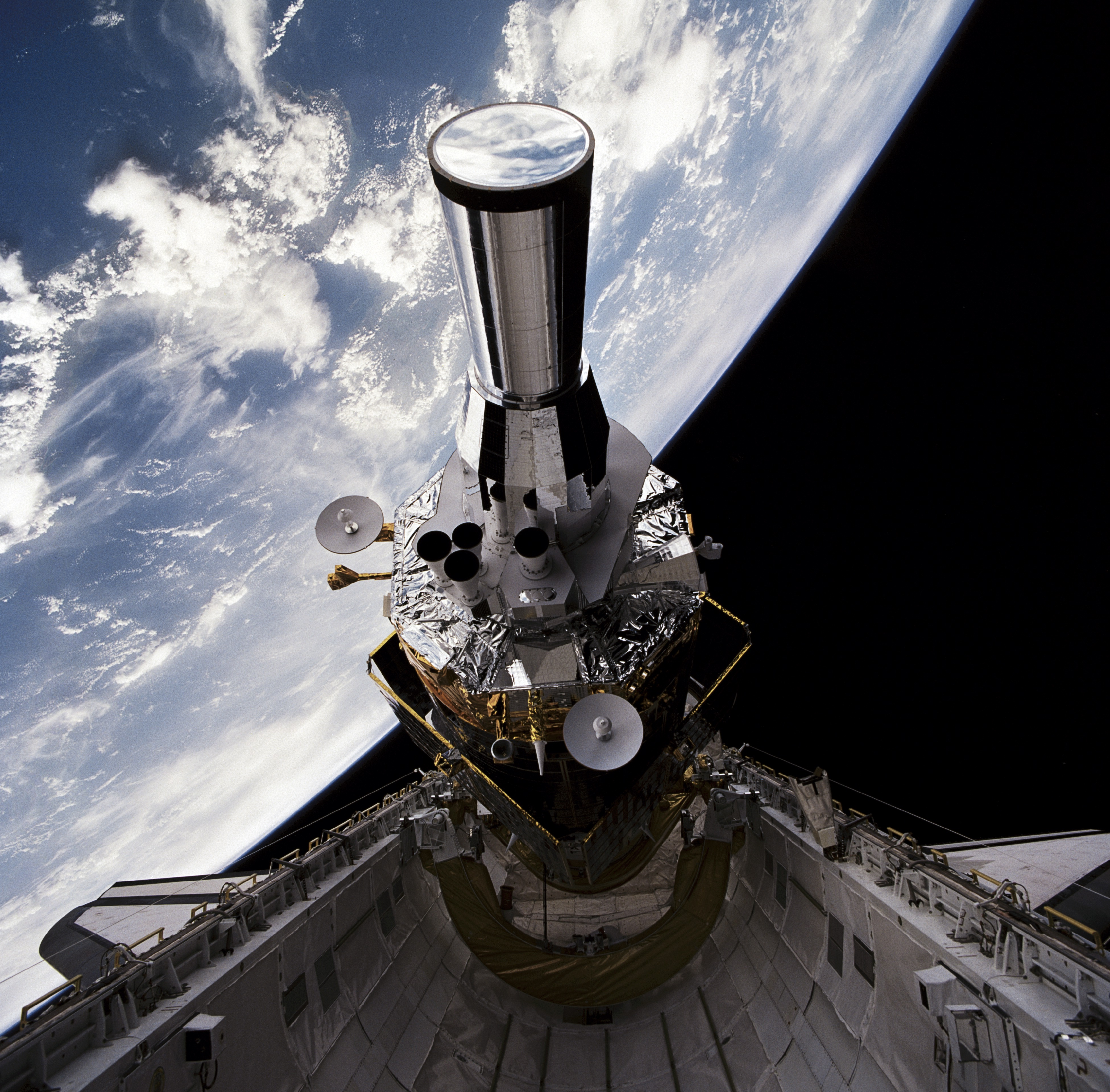
DSP-16 wird vom Space Shuttle während der Mission STS-44 ausgesetzt

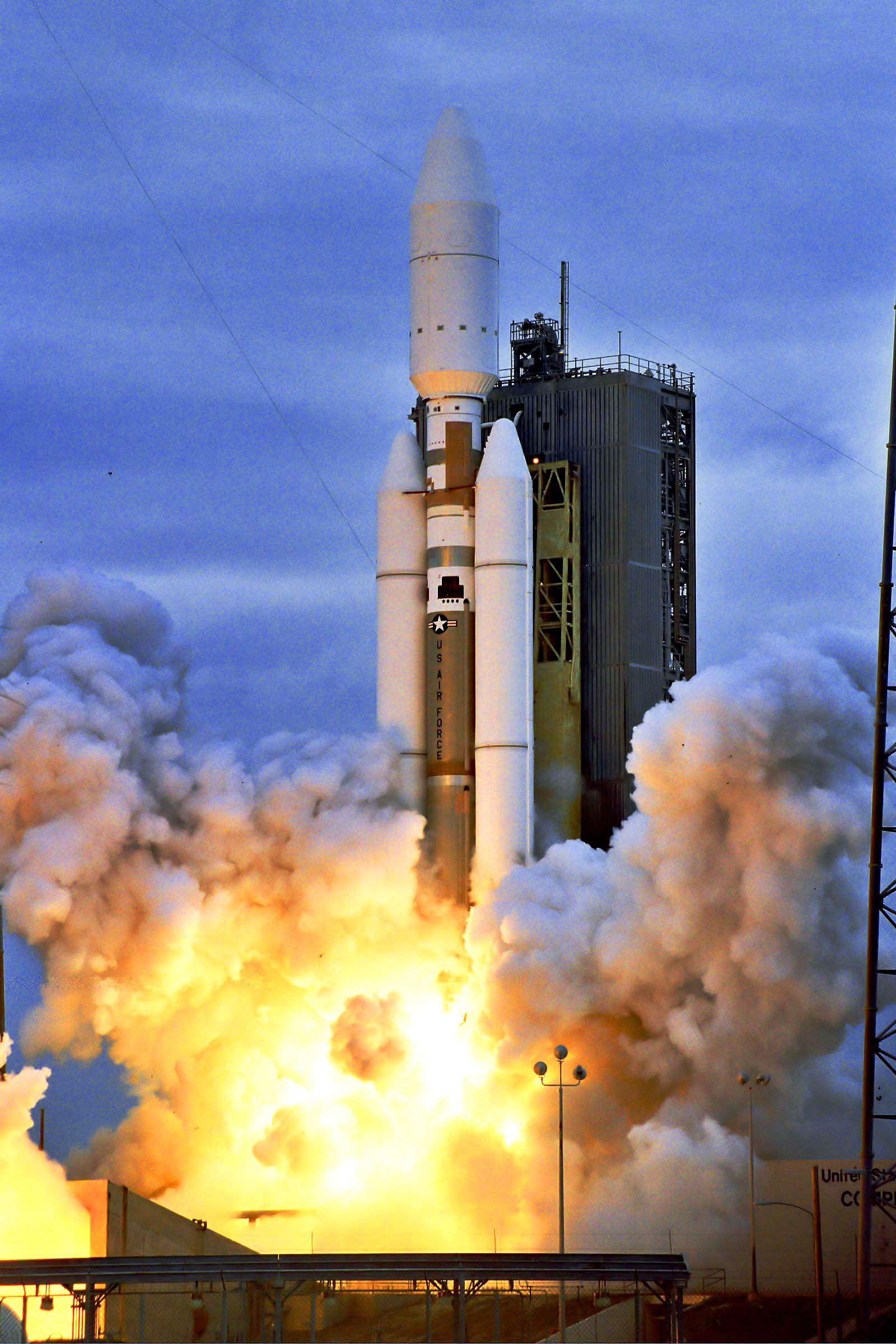
Start von DSP-22 auf einer Titan-4B IUS

Das Defense Support Program wurde in den späten 1960er Jahren als Nachfolger des ebenfalls mit Infrarot-Sensoren arbeitenden  MIDAS-Systems entwickelt. Im Gegensatz zu dem früheren, experimentellen System befinden sich die DSP-Satelliten im geostationären Orbit, so dass sie immer den gleichen Teil der Erdkugel beobachten.
Seit dem Start des ersten DSP-Satelliten am 6. November 1970 wurde das System zum Rückgrat des US-amerikanischen Raketenfrühwarnsystems. Seit die Satellitenkonstellation mit drei Satelliten eine nahezu globale Abdeckung mit Ausnahme der polaren Gebiete erreichte, waren unbemerkte Raketenstarts praktisch unmöglich geworden. Dies schloss neben in Angriffsabsicht gestarteten Raketen auch Raketentest und Satellitenstarts mit ein.
Die DSP Satelliten wurden im Laufe des Programms stetig weiter entwickelt und steigerten sich von ursprünglich 900 kg Startmasse und 2000 Detektorelementen auf 2380 kg Startmasse und 6000 Detektorelemente. Die geplante Lebensdauer der Satelliten wurde von 1,25 Jahren auf 5 Jahre vergrößert, die tatsächliche Lebensdauer der Mehrzahl der Satelliten betrug letztendlich ein Mehrfaches davon.
Weitere technologische Verbesserungen wurden im Laufe der Zeit eingeführt, wie z. B. Signalverarbeitung an Bord um die Anzahl der Fehlmeldungen zu reduzieren und Detektoren zum Schutz der Sensoren gegen Laser-Blend-Angriffe.
Seit der Phase II MOS/PIM-Generation können die Satelliten auch aus hochelliptischen Umlaufbahnen eingesetzt werden, um eine Verbesserung der Vorwarnung gegen Raketenstarts aus dem Nordpolarmeer zu ermöglichen. In der Praxis wurde diese Möglichkeit jedoch nie genutzt.
Als Nachfolgeprojekt wurde seit den 1990er Jahren das Space-Based Infrared System (SBIRS) entwickelt. Diese neue Generation von Frühwarnsatelliten besitzt anstelle der Scan-Sensoren starrende Sensoren mit deutlich schnellerer Reaktionszeit.

## Einsatz
Der erste Einsatz im Ernstfall erfolgte während der Operation Desert Storm, als DSP-Satelliten die Starts irakischer Scud-Kurzstreckenraketen aufspüren konnten und somit eine Vorwarnung für Bevölkerung und Streitkräfte in Saudi-Arabien und Israel ermöglicht wurde.
Im Laufe der Einsatzzeit erwies sich, dass eine Reihe anderer Ereignisse außer Raketenstarts ebenfalls registriert werden können. So wurden mit dem System regelmäßig Explosionen und Fragmentierungen von Boliden in der Erdatmosphäre detektiert. Die Beobachtungsdaten wurden bis 2009 Forschern zur Verfügung gestellt. Ebenso werden Ereignisse, von denen eine starke Wärmestrahlung ausgeht, registriert. So können Vulkanausbrüche, Waldbrände und Explosionen auch von den DSP-Satelliten gemeldet werden.

## Satellitengenerationen
| Serie                                                                         | Anzahl | Startzeitraum | Masse (kg) | geplante Lebensdauer (Jahre) | Detektorgröße (Pixel) | Bemerkungen                                                                |  |
| ----------------------------------------------------------------------------- | ------ | ------------- | ---------- | ---------------------------- | --------------------- | -------------------------------------------------------------------------- |  |
| Phase I                                                                       | 4      | 1970–1973     | 907        | 1,25                         | 2000                  |                                                                            |  |
| Phase II                                                                      | 3      | 1975–1977     | 1143       | 2                            | 2000                  | Verlängerte Lebensdauer                                                    |  |
| Phase II MOS/PIM (Multi-Orbit Satellite Performance Improvement Modification) | 4      | 1979–1984     | 1170       | 3                            | 2000                  | Einsatzmöglichkeit in verschiedenen Umlaufbahnen Schutz vor Laser-Blendung |  |
| Phase II Upgrade                                                              | 2      | 1984–1987     | 1674       | 3                            | 6000                  | Verbesserte Detektoren Überarbeitete Satelliten der Phase II               |  |
| Phase III (DSP-I)                                                             | 10     | 1989–2007     | 2386       | 5                            | 6000                  | Neuer, vergrößerter Satellitentyp Über-Horizont-Beobachtungen möglich      |  |

## DSP-Starts
| Satellit          | Baunummer | Datum             | Trägerrakete        | Bemerkung |
| ----------------- | --------- | ----------------- | ------------------- | --- |
| Phase I           |           |                   |                     | |
| DSP-1             | SVN-1     | 6. November 1970  | Titan-3(23)C        | Teilerfolg |
| DSP-2             | SVN-3     | 5. Mai 1971       | Titan-3(23)C        | |
| DSP-3             | SVN-4     | 1. März 1972      | Titan-3(23)C        | |
| DSP-4             | SVN-2     | 12. Juni 1973     | Titan-3(23)C        | |
| Phase II          |           |                   |                     | |
| DSP-5             | SVN-8     | 14. Dezember 1975 | Titan-3(23)C        | |
| DSP-6             | SVN-7     | 26. Juni 1976     | Titan-3(23)C        | |
| DSP-7             | SVN-9     | 6. Februar 1977   | Titan-3(23)C        | |
| Phase II MOS/PIMS |           |                   |                     | |
| DSP-8             | SVN-11    | 10. Juni 1979     | Titan-3(23)C        | |
| DSP-9             | SVN-10    | 16. März 1981     | Titan-3(23)C        | |
| DSP-10            | SVN-13    | 6. März 1982      | Titan-3(23)C        | |
| DSP-11            | SVN-12    | 14. April 1984    | Titan-34D Transtage | |
| Phase II Upgrade  |           |                   |                     | |
| DSP-12            | SVN-6R    | 22. Dezember 1984 | Titan-34D Transtage | |
| DSP-13            | SVN-5R    | 29. November 1987 | Titan-34D Transtage | |
| Phase III (DSP-I) |           |                   |                     | |
| DSP-14            | SVN-14    | 14. Juni 1989     | Titan-4(02)A IUS    | |
| DSP-15            | SVN-15    | 13. November 1990 | Titan-4(02)A IUS    | |
| DSP-16            | SVN-16    | 24. November 1991 | Space Shuttle IUS   | |
| DSP-17            | SVN-17    | 22. Dezember 1994 | Titan-4(02)A IUS    | |
| DSP-18            | SVN-20    | 23. Februar 1997  | Titan-4(02)B IUS    | |
| DSP-19            | SVN-?     | 9. April 1999     | Titan-4(02)B IUS    | unbrauchbarer Orbit wegen Fehler der IUS Oberstufe; Satellit wird für technologische Experimente verwendet.                        |
| DSP-20            | SVN-?     | 8. Mai 2000       | Titan-4(02)B IUS    | |
| DSP-21            | SVN-?     | 6. August 2001    | Titan-4(02)B IUS    | |
| DSP-22            | SVN-?     | 14. Februar 2004  | Titan-4(02)B IUS    | |
| DSP-23            | SVN-?     | 11. November 2007 | Delta-4H            | Erster operationeller Flug der Delta-4H. Komplettausfall des Satelliten im September 2008, keine Bestätigung durch U.S. Air Force. |